# Кацујуки Кавачи
Кацујуки Кавачи (јап. 河内 勝幸; Хирошима, 27. април 1955) бивши је јапански фудбалер.

## Каријера
Током каријере је играо за Мазда.

## Репрезентација
За репрезентацију Јапана дебитовао је 1979. године. За тај тим је одиграо 3 утакмице.

## Статистика
| Јапан  | Јапан   | Јапан  |
| Година | Наступи | Голови |
| ------ | ------- | ------ |
| 1979.  | 3       | 0      |
| Укупно | 3       | 0      |